# Рушевине града Ждрелника
Рушевине града Ждрелника се налази у атару насељеног места Љевоша, на територији општине Пећ, на Косову и Метохији. Представљају непокретно културно добро као споменик културе.
Остаци града налазе се на самом улазу у Руговску клисуру, на левој обали Бистрице. Град је штитио пут кроз клисуру, манастир Пећку Патријаршију и насеље Пећ. Сачувано је само неколико десетина метара бедема. У непосредној близини налази се зидани бунар, старо гробље, испосница и рушевине цркве Светог Ђорђа.

## Основ за упис у регистар
Решење Покрајинског завода за заштиту споменика културе у Приштини, бр. 992 од 30. 12. 1966. г. Закон о заштити споменика културе (Сл. гласник СРС бр. 3/66).